# ASTRA (реактор)
ASTRA — ядерный исследовательский реактор, построенный в Зайберсдорфе, Австрия, недалеко от Вены, на месте бывшего австрийского реакторного центра Зайберсдорф, который сейчас является частью Австрийского технологического института (AIT). Аббревиатура расшифровывается как Adaptierter Schwimmbeken-Typ-Reaktor Austria (адаптированный реактор бассейнового типа, Австрия). Реактор работал с 1960 по 1999 год.

## График
| сентябрь 1960 г. | 100кВт (начальная критичность ) |
| май 1962 г.      | 1 МВт                           |
| август 1962 г.   | 5 МВт                           |
| август 1969 г.   | 6 МВт                           |
| 1972 г.          | 7 МВт                           |
| январь 1975 г.   | 8 МВт                           |
| ~ 1989 г.        | 9,5 МВт                         |
| 1999 г.          | остановлен                      |

## Исследовательская работа
Одним из самых передовых физических экспериментов, проведенных на реакторе АСТРА, был эксперимент по распаду свободных нейтронов .  В этом эксперименте угловая корреляция электрон-нейтрино в распаде свободного нейтрона измерялась по форме энергетического спектра протонов отдачи; источником нейтронов служил центр сильно вакуумированной тангенциальной пучковой трубы реактора.
Цель состояла в том, чтобы определить отношение двух констант связи gA и gV слабого взаимодействия по форме спектра протонов отдачи. Этот спектр был измерен с помощью электростатического спектрометра; протоны подсчитывались с помощью ионно-электронного преобразователя совпадений.
В результате была получена величина  |gA/gV| = 1,259 ± 0,017. Это хорошо согласуется с более поздним (гораздо более точным) средним значением  gA/gV = –1,2695 ± 0,0029; это значение было измерено с использованием поляризованных нейтронов и, следовательно, содержит также знак отношения.

## Внешние ссылки
- Announcement of planned shutdown from ARC
- Planning for the Decommissioning of the ASTRA-Reactor, an IRPA paper from ARC (PDF)
- 2001 European Commission legal opinion concerning the disposal of nuclear waste from decommissioning ASTRA